# 锡克索区
锡克索区（匈牙利語：Szikszói járás），是匈牙利包尔绍德-奥包乌伊-曾普伦州的一个区，总面积309.25平方公里，总人口17,507人（2011年），人口密度57人/平方公里。中心城市为錫克索。

## 市镇
锡克索区包含一个城镇和23个村庄。